# Kavelsbacktjärnen
Kavelsbacktjärnen är en sjö i Ånge kommun i Medelpad och ingår i Ljungans huvudavrinningsområde. Sjön har en area på 0,0914 kvadratkilometer och ligger 482,6 meter över havet.

## Delavrinningsområde
Kavelsbacktjärnen ingår i det delavrinningsområde (694596-151095) som SMHI kallar för Inloppet i Skinnsjötjärnen. Medelhöjden är 377 meter över havet och ytan är 17,83 kvadratkilometer. Räknas de 30 avrinningsområdena uppströms in blir den ackumulerade arean 99,61 kvadratkilometer. Getterån som avvattnar avrinningsområdet har biflödesordning 2, vilket innebär att vattnet flödar genom totalt 2 vattendrag innan det når havet efter 98 kilometer. Avrinningsområdet består mestadels av skog (94 procent). Avrinningsområdet har 0,09 kvadratkilometer vattenytor vilket ger det en sjöprocent på 0,5 procent.